# The Honeydrippers
The Honeydrippers — британская рок-группа, созданная вокалистом Led Zeppelin Робертом Плантом в 1981 году. Музыкальной основой является классический ритм-энд-блюз.

## История
Группа основана в Вустершире. Первый мини-альбом был записан в США. Плант пригласил в состав гитариста Джимми Пейджа (основателя Led Zeppelin), Джеффа Бека (участника The Yardbirds, равно как и Пейдж) и других друзей и известных студийных музыкантов. Они провели концерт в Килском университете в 1981 году, а в 1984 году записали свой единственный альбом The Honeydrippers: Volume One.
В 1985 году песня «Sea of Love» (хит Фила Филлипса 1959 года) заняла 3 место в хит-параде Billboard Hot 100. В том же чарте песня «Rockin' at Midnight» (переделка песни «Good Rockin' Tonight» Роя Брауна) заняла 30-ю строчку.
Успех мини-альбома позволил Планту заявить, что группа запишет полный альбом, но этого так и не произошло. 15 декабря 1985 года группа выступала на передаче Saturday Night Live, исполнив «Rockin' at Midnight» и «Santa Claus is Back in Town». В качестве гостей пригласили гитариста Брайана Сетцера и клавишника Пола Шаффера.
23 декабря 2006 года Плант провёл благотворительный концерт в ратуше Киддерминстер под названием «The Return of the Honeydrippers». Целью было собирать деньги для своего соседа Джеки Дженнингса, который проходил курс лечения опухоли мозга.

## Участники
Оригинальный состав (1981)
- Роберт Плант — вокал
- Andy Silvester — гитара
- Kevin O’Neill — ударные
- Ricky Cool — губная гармоника
- Jim Hickman — бас-гитара
- Keith Evans — саксофон
- Wayne Terry — бас-гитара
- Robbie Blunt — гитара

участники записи альбома The Honeydrippers: Volume One (1984)
- Роберт Плант — вокал
- Джимми Пейдж — гитара
- Джефф Бек — гитара
- Пол Шаффер — клавишные
- Найл Роджерс — гитара
- Wayne Pedziwiatr — бас-гитара
- Dave Weckl — ударные
- Keith «Bev» Smith — ударные
- Брайан Сетцер — гитара (приглашённый музыкант)